# مقبره میناموتو نو یوریتومو

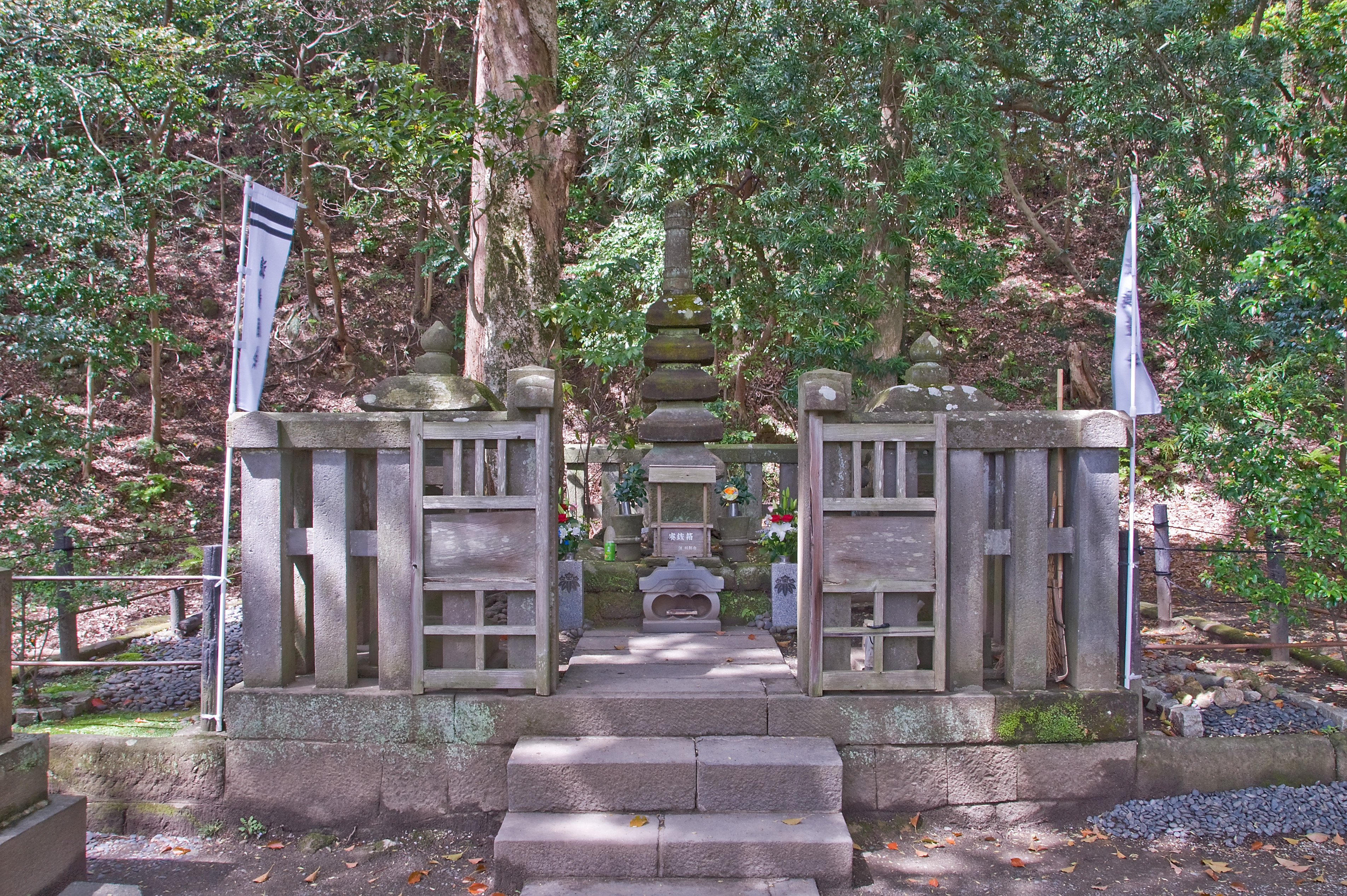
قبر میناموتو نو یوریتومو

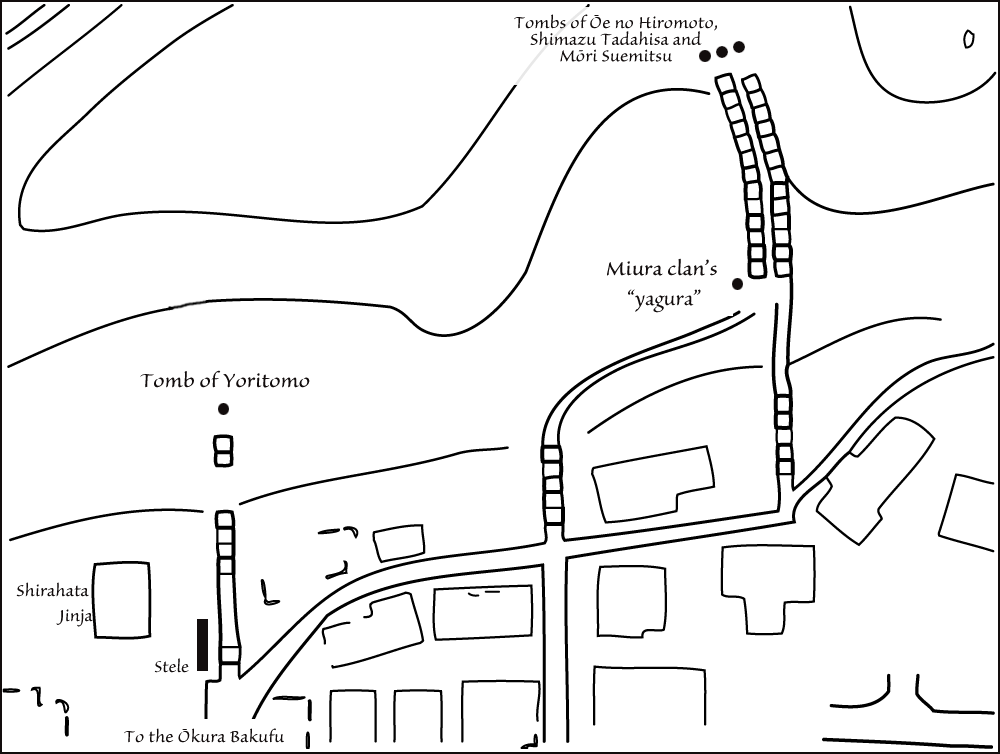

مقبره میناموتو نو یوریتومو (به ژاپنی: 源頼朝の墓)، یک بنای تاریخی در کاماکورا، کاناگاوا، استان کاناگاوا، ژاپن، در صدها متری شمال محلی که قصری به نام اوکورا باکوفو، مقر میناموتو نو یوریتومو و دولت یوریتومو، که زمانی برپا بود، واقع شده است. اگرچه هیچ مدرکی وجود ندارد که بقایای جسد او واقعاً آنجاست، اما معمولاً فرض می‌شود که این مکان محل مقبره میناموتو نو یوریتومو، بنیان‌گذار و اولین شوگون شوگون‌سالاری کاماکورا است.

## مرگ یوریتومو
در ۲۷ دسامبر (بنابر تقویم قدیم) ۱۱۹۹، میناموتو نو یوریتومو هنگام بازگشت از مراسم یادبودی برای تکمیل پلی که بر روی رود ساگامی توسط ملازمش ایناگه شیگه‌ناری ja:稲毛重成 برای بزرگداشت همسر متوفی خود ساخته شده بود، از اسب خود سقوط کرد و مرد. یوریتومو در جیبوستو-دو (سالن؛ ساختمان، اتاقی که در آن مجسمه‌های بودایی (ننجی‌بوتسو) و لوح‌های یادبودی که به‌طور روزانه پرستش می‌شوند در آن نگهداری می‌شود. آن را ننزودو (Nenzudo) نیز می‌گویند، و زمانی که تنها راهبان در آنجا عبادت می‌کنند، اوچیموچی‌بوتسودو نیز نامیده می‌شود. در خانه‌های مردم عادی، محراب بودایی یا محراب بودایی که مجسمه‌ها و لوح‌های یادبود بودایی در آن نصب شده‌اند، گاهی جیبوتسو-دو نامیده می‌شود) کاماکورا (بعدا هوکه-دو) دفن شد، اما هوکه-دو در جریان جنبش ضد بودایی دوران میجی ویران شد و معبد شیراهاتا (نیشیمیکادو، شهر کاماکورا) که قبر یوریتومو را در خود جای داده است، در محل آن در سال ۱۸۹۵ ساخته شد.
کتاب‌های تاریخ نشان می‌دهند که علت مرگ میناموتو یوریتومو این بود که او در راه بازگشت از مراسم یادبود پل روی رودخانه ساگامی بیمار شد، اما کتاب تاریخی آزوما کاگامی از دوره کاماکورا سقوط از اسبش و سابقه نبرد را ثبت کرده است. «جوکیوکی» که یک کتاب ثبت رویداد جنگی است که جنگ جوکیو را ثبت می‌کند، بیان می‌کند که بیماری او به دلیل «تسخیر شدن توسط خدای آب» و «اینوکوما کانپاکوکی» آن را به عنوان «بیماری ناشی از نوشیدن آب» توصیف می‌کند. اما علت مرگ قطعی نیست. از توصیفات «تسخیر شدن توسط خدای آب» یا «بیماری ناشی از نوشیدن آب»، همچنین فرض بر این است که اسبی که یوریتومو سوار آن بود، ناگهان وحشی شد و به داخل رودخانه رفت و باعث افتادن او شد. در هر صورت، در ۱۳ ژانویه، کنکیو ۱۰ (۹ فوریه ۱۱۹۹)، ۱۷ روز پس از پایان مراسم یادبود رودخانه ساگامی یوریتومو در کاماکورا درگذشت.